# Chợ trời Hwanghak-dong
Chợ trời Hwanghak-dong là chợ bán đồ cũ nằm ở khu Hwanghak-dong, Jung-gu, Seoul, Hàn Quốc. Nó có hơn 500 cửa hàng và quầy hàng gần chợ Dongdaemun cung cấp một loạt các sản phẩm đã qua sử dụng như thiết bị điện tử, quần áo và các mặt hàng khác. Chợ còn được gọi là Chợ Dokkaebi (Tiếng Hàn: 도깨비 시장, "Chợ Yêu tinh"). Chợ nằm phía sau Samil Apartment và Cheonggyecheon.